# Бородуліха
Бороду́ліха (каз. Бородулиха) — село, центр Бородуліхинського району Абайської області Казахстану. Адміністративний центр Бородуліхинського сільського округу.
Населення — 5912 осіб (2021; 5226 у 2009, 6122 у 1999, 7370 у 1989).
Національний склад станом на 1989 рік:
- росіяни — 58 %